# Schistura waltoni
Schistura waltoni és una espècie de peix de la família dels balitòrids i de l'ordre dels cipriniformes.

## Morfologia
Els mascles poden assolir els 7,8 cm de longitud total.

## Distribució geogràfica
Es troba a la conca del riu Chao Phraya a Tailàndia i la Xina.